# Didier Opertti
Didier Opertti Badán (1937) es un abogado, diplomático, docente y político uruguayo, perteneciente al Partido Colorado y con una amplia trayectoria en el ámbito internacional.

## Biografía
Se graduó como abogado en la Universidad de la República en 1960. Casado con Liliana Belando, tiene cuatro hijos: Luciana, Fabrizio, Juan y Renato.
Ejercicio de la Abogacía desde 1960 a 1979, de 1982 a 1987 y desde agosto de 1993 hasta marzo de 1995 a nivel de asesoramiento en materia civil y comercial. Como especialista en Derecho Internacional Privado actúa como consultante de diversos estudios profesionales y auditorías nacionales y extranjeras.

## Actividad pública a nivel nacional
Durante la primera presidencia de Julio María Sanguinetti (1985-1990), se desempeñó como Secretario de la Comisión Binacional Argentino-Uruguaya del Puente Buenos Aires-Colonia y coordinó el estudio preliminar de viabilidad de este proyecto. Al mismo tiempo, fue director de la Consultoría Jurídico-Diplomática del Ministerio de Relaciones Exteriores del Uruguay. Como Director de dicha consultoría cumpliría múltiples misiones internacionales de 1985 a 1987.
Entre 1988 y 1993 se desempeñó como embajador permanente del Uruguay ante O.E.A. Como tal, fue además Presidente del Consejo Permanente de la OEA en 1990 y presidente del Comité de asuntos jurídicos y políticos del Consejo Permanente en 1989.
Entre 1988 y 1992 fue Delegado del Uruguay en la Convención Interamericana para el Control del Abuso de Drogas (CICAD).
En diciembre de 1994 actúa como Representante personal del presidente electo Julio María Sanguinetti en la Cumbre de Presidentes Americanos en Miami y en esa misma condición asiste a la firma del Protocolo de Ouro Preto, Brasil (1994); en ambos casos; acompañando al Presidente de la República, Luis Alberto Lacalle de Herrera.
El 1° de marzo de 1995, con la asunción de Julio María Sanguinetti en su segunda presidencia, es designado Ministro del Interior, cargo que desempeña hasta febrero de 1998 en que es designado Ministro de Relaciones Exteriores (Canciller).
En marzo del año 2000 es reconfirmado en su puesto como Canciller de la República por el nuevo Presidente Jorge Batlle, ocupando el cargo hasta el fin del mandato en 2005.

## Actividad pública a nivel internacional
De 1976 a 2002, investiga y elabora estudios y proyectos sobre todos los temas objeto de las Conferencias Especializadas Interamericanas de Derecho Internacional Privado (CIDIP), habiendo actuado como delegado en las CIDIP I, II, III y V y como Presidente de las CIDIP IV y VI.

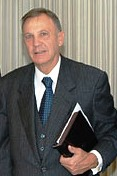
Opperti en el año 2005

De 1979 a 1981, Opertti fue Director de la Oficina de Codificación y Desarrollo del Derecho Internacional de la Secretaría General de la OEA.
De 1982 a 1987, fue Asesor Jurídico Especial del Instituto Interamericano del Niño (IIN), ocupándose de las cuestiones de derecho internacional privado relacionadas con los menores y la familia. Hasta 1994 siguió asesorando a dicho organismo en materia de adopción internacional de menores, pensiones alimenticias, restitución internacional de menores y secuestro internacional de éstos, tanto en sus aspectos civiles como penales
Trabajó en 1993 y 1994 como Asesor Especial del Banco Interamericano de Desarrollo y del Instituto para la Integración de América Latina y el Caribe (INTAL) sobre asuntos relacionados con la Cumbre del Mercado Común del Sur (MERCOSUR).
A finales de los 90s, también fue elegido miembro de la Comisión de Derecho Internacional de las Naciones Unidas y miembro del grupo nacional uruguayo de la Corte Permanente de Arbitraje. Aquí también llegó a servir como el Presidente de la Asamblea General de las Naciones Unidas en 1998 y 1999.

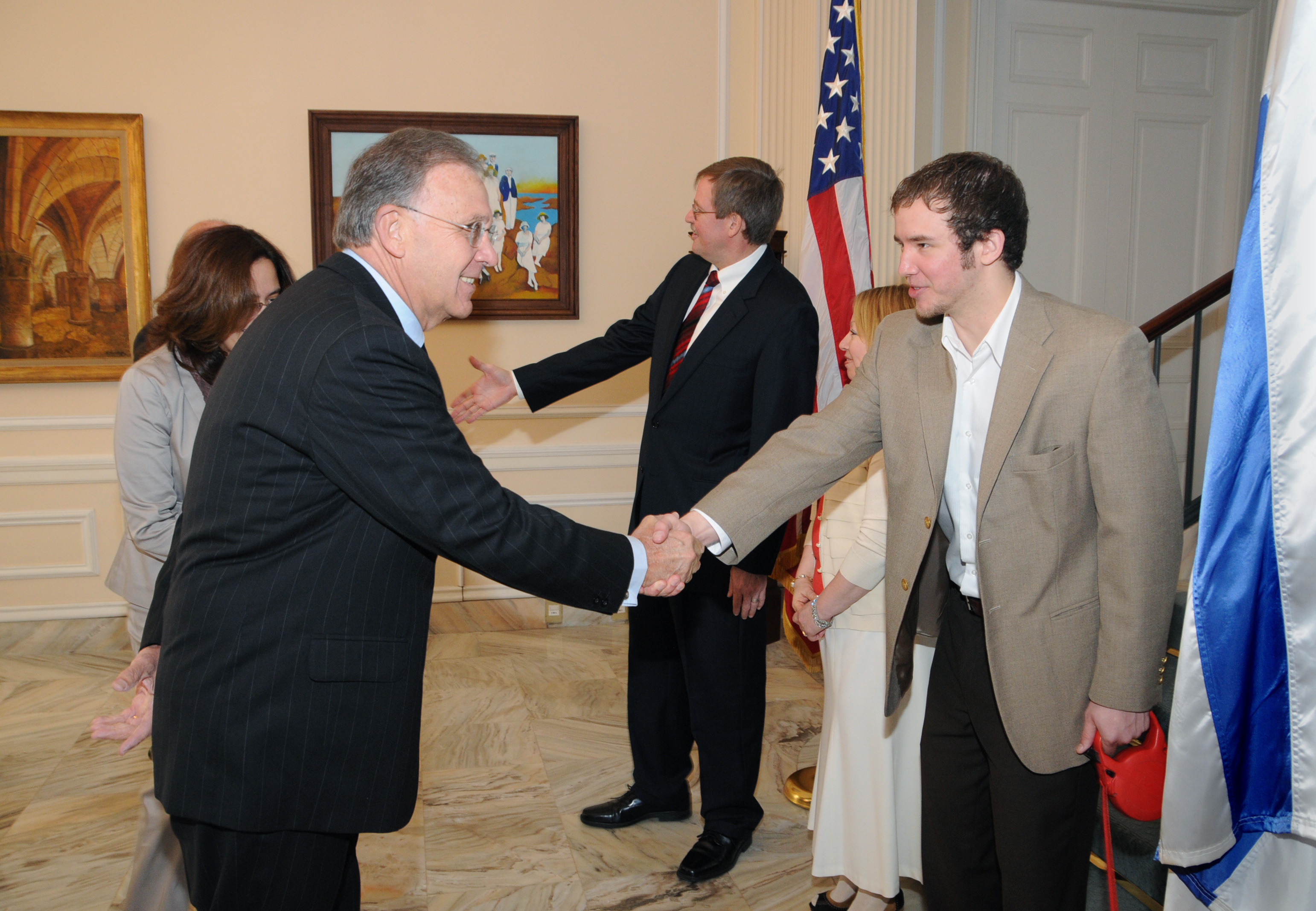
El ex-canciller Opertti es recibido dentro de la residencia por el embajador de Estados Unidos en Uruguay, David Nelson y su familia.

Luego de dejar el cargo de Canciller en el Ministerio de Relaciones Exteriores, el 18 de marzo de 2005 pasó a desempeñarse como Secretario General de ALADI (2005-2008).

## Actividad docente

### Ámbito Nacional
Inicia la carrera docente en Derecho Internacional Privado en 1961, siendo designado en 1986 por Concurso de Méritos, Primer Profesor Titular de Derecho Internacional Privado (Grado 5), Catedrático, en las carreras de Abogacía y Notariado y en la Licenciatura de Relaciones Internacionales.
Entre 1977 a 1979, y desde 1985 a 1987 se desempeñó como Profesor Titular de Pedagogía Jurídica en la Facultad de Derecho de la Universidad de la República.
Entre 1984 y 1985, es Director del Instituto de Derecho y Relaciones Internacionales de la Facultad de Derecho y Ciencias Sociales.
En 1993 es designado primer Catedrático de Derecho Internacional Privado de la Facultad de Derecho y Ciencias Sociales de la Universidad de la República.
En 1994, es designado Profesor Titular, Catedrático, de Derecho Internacional Privado de la Facultad de Derecho de la Universidad Católica del Uruguay (UCU).

### Ámbito Internacional
Profesor de Derecho Internacional Privado en el Curso Anual de Derecho Internacional del Comité Jurídico Interamericano de la O.E.A. (Río de Janeiro), años 1975 a 1982 y 1991.
Profesor en el Curso de la Academia de Derecho Internacional de La Haya, año 1983, sobre el tema "L' Adoption International".

## Documental
- Opertti es una figura entrevistada en el documental de 2024 Jorge Batlle: entre el cielo y el infierno, dirigido por Federico Lemos.